# 城郊乡 (武都区)
城郊乡，是中国甘肃省陇南市武都区下辖的一个乡镇级行政单位。

## 行政区划
城郊乡共辖以下地区：
渭子沟村、桑家湾村、葛条坪村、柏水沟村、大堡村、崔家梁村、桥头村、砚台山村、赵坝村、苏坝村、李咀村、张咀村、何家山村、深沟村、何家崖村、姚寨村、曹家堡村、长塄村、上东坪村、下东坪村、民族村、四合村。